# 尾斑尖豬魚
尾斑尖豬魚（学名：Leptojulis urostigma），又名尾點藍胸魚、柳冷仔、尾斑鸚鯛，为辐鳍鱼纲隆头鱼目隆頭魚科藍胸魚屬下的一个种，该物种分布于西太平洋海域，体长可达11公分，栖息深度为7米至100米。